# Informació falsa
La informació falsa o informació incorrecta és aquella informació a la qual se li dona una difusió de manera intencionada o involuntària sense adonar-se que no és vertadera. La informació falsa digital és penetrant als mitjans socials en línia. Açò causa que fou considerada pel World Economic Forum com una amenaça.
Una investigació descobrí que els usuaris dels mitjans socials en línia tenen la tendència a difondre els continguts que s'adhereixen al seu discurs mentre que ignoren als que no alhora que majoritàriament els continguts que es seleccionen per a la difusió provenen d'un amic amb el mateix perfil, suposant pertànyer a la mateixa cambra d'eco. En quant al comportament de la informació: "els rumors de conspiració són assimilats lentament i mostren una correlació positiva entre temps de duració i grandària". La causa de tot açò és que els usuaris formen comunitats formades segons uns interessos que "causen biaixos [cognitius] de confirmació, segregació i polarització".
Com a reacció a la informació falsa els bibliotecaris Brian Coutts i Cynthia Etkin proposen la selecció crítica i difusió de fonts d'informació perquè s'utilitzen per a comprovar les afirmacions dubtoses presents als continguts dels mitjans socials.